# Бурислав
Бурислав — правитель вендів або лужан. Згадується в скандинавських сагах та німецьких переказах як король землі венедів або rex Slaviae, в контексті подій, що відбувалися в кінці X століття.

## Життєпис
Бурислав був історичним північно-західним слов'янським князем, швидше за все Поморським, що жив у X столітті. За скандінавськими літописами, Бурислав мав владу над Поморськими слов'янами та значною частиною населення узбережжя Балтійського моря. У «Сазі про йомсвікінгів» розповідається про заснування вікінгом Палнатоки фортеці Йомсборг в одержаній від Бурислава місцевості поблизу гирла Одера.

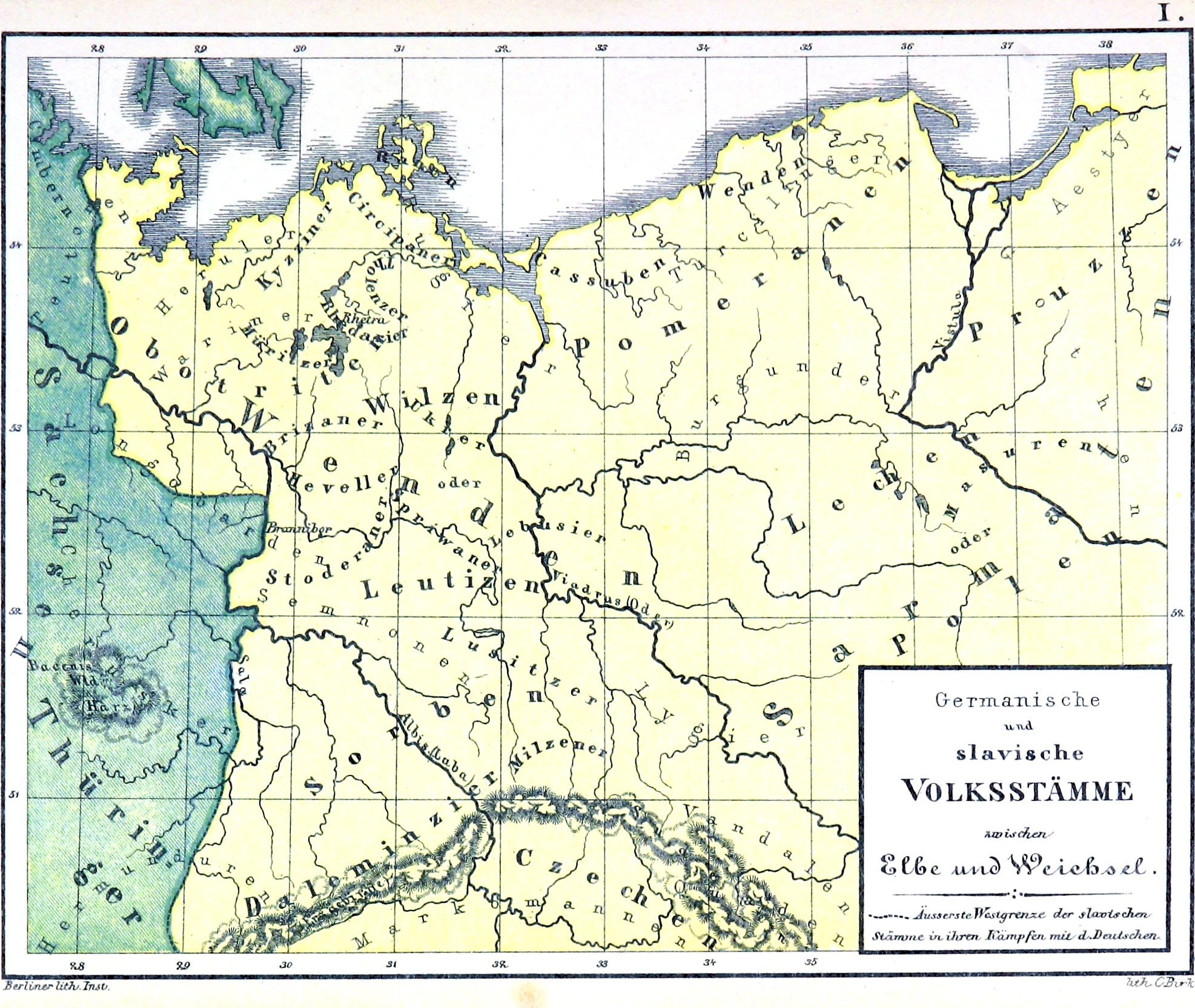
Мапа розселення вендів

Бурислав згадується в історичних переказах в контексті активних контактів з такими правителями, як Гаральд I (пом. 987), Свен І (пом. 1014) і Олаф I (пом. 1000). Бурислав одружився з Тірою, донькою короля Данії Гаральда І, від якої мав трьох доньок: Ґунгільда, яка стала дружиною Свена Вилобородого, Астрід, яка була одружена з ярлом Йомсборзьким Сіґвальдом та Ґейру. Остання стала дружиною князя невідомої Поморської країни, можливо, десь у Померанії, незабаром овдовіла, й після смерті чоловіка стала особисто керувати цією Поморською країною за допомогою якогось Диксіна. Пізніше Ґейра стала дружиною Олафа Трюґґвасона, який, пливучи з Київської Руси, був загнаний штормом у країну доньки Бурислава.
Також Бурислав і Олаф Трюґгвазони надавали збройну підтримку імператору Оттону II у війні проти Гаральда Синьозубого (що відповідає 974 р.). Існують перекази, що після смерті дружини Олаф відмовився від осілого способу життя, повернувшись до звичаїв вікінгів, і нібито одружився з удовою Бурислава Тірою.